# György Thurzó
György Thurzó (în slovacă Juraj Turzo, n. 2 septembrie 1567, Lietava, Monarhia Habsburgică – d. 26 decembrie 1616, Bytča, Monarhia Habsburgică) a fost un puternic magnat maghiar, care a servit ca palatin al Ungariei între 1609 și 1616.

## Biografie
György Thurzó s-a născut în cea mai bogată familie nobiliară din Ungaria de Sus, familia Thurzó, care era de etnie maghiară și poloneză. Când György avea 9 ani, tatăl său, Ferenc, a murit, iar el a fost crescut de mama lui, Katarina Zrinski (Kata Zrínyi), care era fiica banului Croației, Nikola Šubić Zrinski (Miklós Zrínyi). 
În 1575, Katarina și copiii ei s-au mutat la Nagybiccse (acum Bytča, Slovacia). Mama lui György s-a recăsătorit cu Imre Forgách, care l-a plăcut pe György și i-a asigurat o educație înaltă. Tânărul a fost foarte apreciat de omul de știință saxon Christoph Echardus. 
La vârsta de 17 ani, György a decis să urmeze o carieră militară și politică, luând parte la mai multe bătălii împotriva invadatorilor otomani. În 1590 a luptat în bătăliile de la Esztergom și de la Székesfehervár, unde Ungaria a obținut victorii împotriva turcilor. György era un om foarte educat, vorbea fluent limbile maghiară, germană, latină, greacă și croată, era foarte interesat de arte și științe și a fost încântat de noile idei.
A crescut la curtea regală a arhiducelui Matthias, fratele lui Rudolf al II-lea, împăratul Sfântului Imperiu Roman, căruia i-a succedat. Pe 26 aprilie 1585 mama lui György a murit și el a fost nevoit să se întoarcă la Nagybiccse ca să aibă grijă de moșiile sale din Árva (acum Orava, Slovacia), Zsolnalitva (acum Lietava Slovacia) și Nagybiccse. 
În același an s-a căsătorit cu Zsófia Forgách și au avut două fiice împreună, dar Zsófia a murit dând naștere celei de-a doua fiice, în 1590. Câțiva ani mai târziu, György s-a căsătorit cu Erzsébet Czobor, cu care a avut șase fiice și un fiu, Imre Thurzó.
Thurzó este, probabil, cel mai adesea amintit ca fiind judecătorul crimelor în masă săvârșite de contesa Elisabeta Báthory. El a fost, de asemenea, un foarte pasionat credincios luteran. A construit biserici luterane pe moșiile sale. El a plătit pentru construcția de bresle luterane pe moșii. În 1610 a emis un decret: Cuius regio, eius religio. În 1609 i-a fost acordat titlul de „palatin al Ungariei” și a devenit una dintre cele mai apreciate persoane din Europa.
Până la moartea sa a rămas loial împăratului habsburgic. A murit în 1616 pe domeniul său din Nagybiccse.

## Vezi și
- Castelul Orava